# زیارتگاه سلطان سهاک
زیارتگاه سلطان سهاک یا زیارتگاه سلطان اسحاق زیارتگاهی مربوط به پیروان دین یارسان و متعلق به سدهٔ ۸ ه.ق است که در روستای شیخان از توابع بخش نوسود در شهرستان پاوه در استان کرمانشاه واقع شده‌است. این زیارتگاه مربوط به سلطان سهاک برزنجی است که مهم‌ترین جلوهٔ حقیقت در دین یارسان محسوب می‌شود و از آن به عنوان قبلهٔ ظاهری پیروان یارسان یاد می‌شود.

## موقعیت زیارتگاه
زیارتگاه سلطان سهاک در مسیر جادهٔ پاوه به نودشه در نزدیکی روستای نیسانه و در کنار ساحل رود سیروان قرار دارد. از جادهٔ اصلی پاوه به نوسود در نزدیکی روستای نیسانه جاده‌ای فرعی جدا می‌شود که به روستای شیخان می‌رسد که زیارتگاه (در ۴۰ کیلومتری شمال غربی پاوه) در آنجا قرار دارد.

زیارتگاه سلطان سهاک در روستای شیخان، پیش از توسعۀ محوطه.

## مکان زیارتگاه
سلطان سهاک در زمان اقامت خود در هورامان در روستای شیخان اقامت داشته و در آنجا به دیدار با یاران و پیروانش می‌پرداخته است. گفته می‌شود که مکان زیارتگاه در حوالی مکان سابق منزل سلطان سهاک قرار دارد و مقبرهٔ او نیز در آنجا واقع شده‌است. 

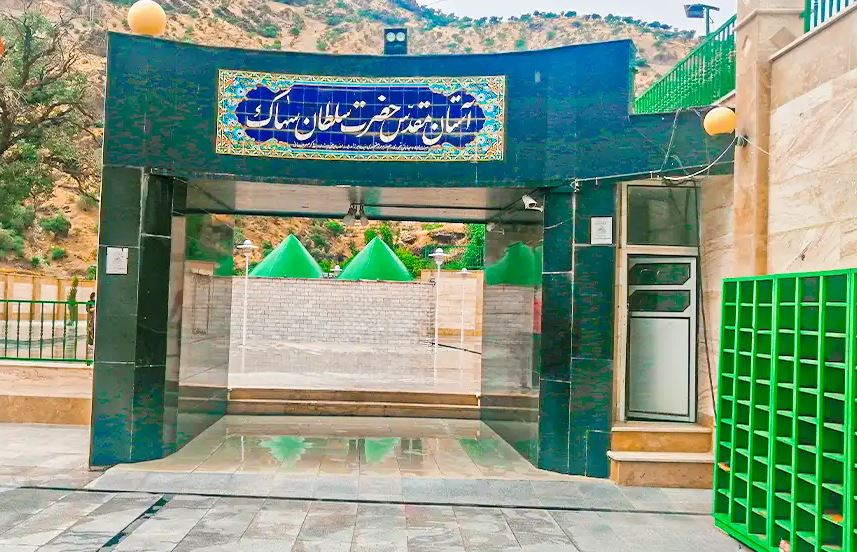
آستان مقدس سلطان اسحاق

زیارتگاه سلطان در نزدیکی محلی به نام پردیور واقع شده که از اماکن مقدس دین یارسان به شمار می‌آید. زیارتگاه‌های چند تن دیگر از بزرگان یارسان مانند خاتون رزبار و سید محمد گوره سوار نیز در این نقطه واقع شده‌اند که نشان از اهمیت این مکان برای یارسان دارد. همچنین بقایای یک پل تاریخی در مکان پردیور قرار دارد که در گذشته روستای شیخان را به روستای هاوار در کردستان کنونی عراق مرتبط می‌کرده‌است. در نزدیکی این مکان آب خروشان رودخانهٔ سیروان بی‌صدا می‌شود که در باورهای شفاهی مردم یارسان به قداست مکان پردیور و شخصیت‌های مدفون در آن ربط داده می‌شود.

## اهمیت دینی
از زیارتگاه سلطان به عنوان قبلهٔ یارسان یاد می‌شود، اما همیشه بر ظاهری بودن این قبله تأکید می‌شود. این بدین دلیل است که بر اساس اعتقادات و باورهای دین یاری، مکان قبله می‌تواند تغییر کند و هرگاه ذات حق بار دیگر در کالبدی جدید تجسد یابد ممکن است محلی جدید را به عنوان قبلهٔ پیروان تعیین کند. از طرف دیگر اعتقاد به دونادون در دین یاری بدین معناست که پیروان این دین مرگ را پایان زندگی نمی‌دانند و ذات پیران و منادیان حقیقت را زنده و نامیرا می‌دانند. در نتیجه همهٔ اماکن مقدس یارسان تنها در حکم محلی برای برگزاری مراسم آیینی و کانونی آیینی و فرهنگی برای پیروان دین یاری به شمار می‌رود که جشن‌ها و مراسم جم را در آنجا برپا می‌کنند. از جم به عنوان قبلهٔ حقیقی یارسان یاد شده که می‌تواند در هر مکانی برپا شود و پردیور تنها به عنوان قبلهٔ ظاهری و عاملی برای اتحاد خاندان‌های یازده‌گانه اهمیت دارد.

## زائرسرا و جمخانه
در کنار زیارتگاه سلطان سهاک یک زائرسرا ساخته شده که در آن تعداد محدودی اتاق برای اقامت زیارت‌کنندگان وجود دارد. همچنین یک جمخانه در محوطهٔ زیارتگاه ساخته شده که شامل فضایی برای برگزاری عبادت و تشکیل جم و نیز یک آشپزخانه است که نذورات مردم را تحویل گرفته و پس از پخت‌وپز و دعا دادن در میان زائران تقسیم می‌کند.